# Nelly Arno
Pour les articles homonymes, voir Arno.
Nelly Arno (de son vrai nom Nelli Aronowsky), née à Karlsruhe, Allemagne le 15 juillet 1892 et morte à New York en septembre 1966, est une actrice britannique.

## Filmographie partielle

### Au cinéma
- 1947 : Je cherche le criminel (Take My Life) : Mrs. Rusman
- 1948 : Le Mystère du camp 27 (Portrait from Life) de Terence Fisher : Anna Skutetsky
- 1949 : The Lost People : Old Woman in Box
- 1949 : Le Troisième Homme : la mère de Kurtz
- 1950 : Si Paris l'avait su (So Long at the Fair) : Madame Verni
- 1950 : Secret d'État : Barber Shop Manager
- 1952 : The Last Page : Miss Rosetti
- 1952 : Tread Softly
- 1953 : Street Corner : cliente chez le bijoutier
- 1954 : La Loterie de l'amour (L'Amour en loterie) : la femme russe
- 1955 : Hold-up en plein ciel : German Landlady